# Topshelf Open 2015
Il Topshelf Open 2015 è stato un torneo di tennis giocato sull'erba. È stata la 26ª edizione del Topshelf Open, fino al 2009 noto come Ordina Open e dal 2010 al 2012 noto come UNICEF Open, facente parte della categoria ATP World Tour 250 series nell'ambito dell'ATP World Tour 2015, e della categoria International nell'ambito del WTA Tour 2015. È stato un evento combinato sia maschile che femminile, e si è tenuto all'Autotron park di 's-Hertogenbosch, nei Paesi Bassi, dall'8 a 14 giugno 2015.

## Partecipanti ATP

### Teste di serie
| Nazionalità | Giocatore              | Ranking* | Testa di serie |
| ----------- | ---------------------- | -------- | -------------- |
| Francia     | Jo-Wilfried Tsonga     | 15       | 1              |
| Belgio      | David Goffin           | 18       | 2              |
| Spagna      | Roberto Bautista Agut  | 20       | 3              |
| Spagna      | Guillermo García López | 24       | 4              |
| Croazia     | Ivo Karlović           | 25       | 5              |
| Francia     | Adrian Mannarino       | 32       | 6              |
| Spagna      | Fernando Verdasco      | 34       | 7              |
| Portogallo  | João Sousa             | 44       | 8              |
| Canada      | Vasek Pospisil         | 53       | 9              |

* Le teste di serie sono basate sul ranking al 25 maggio 2015.

### Altri partecipanti
I seguenti giocatori hanno ricevuto una wild card per il tabellone principale:
- Marius Copil
- Robin Haase
- Lleyton Hewitt

I seguenti giocatori sono passati al tabellone principale attraverso le qualificazioni:

- Marco Chiudinelli
- Tatsuma Itō
- Nicolas Mahut
- Illja Marčenko

I seguenti giocatori sono stati ripescati:
- Kenny de Schepper

## Partecipanti WTA

### Teste di serie
| Nazionalità | Giocatrice               | Ranking* | Testa di serie |
| ----------- | ------------------------ | -------- | -------------- |
| Canada      | Eugenie Bouchard         | 6        | 1              |
| Serbia      | Jelena Janković          | 25       | 2              |
| Stati Uniti | Coco Vandeweghe          | 33       | 3              |
| Svizzera    | Belinda Bencic           | 35       | 4              |
| Italia      | Camila Giorgi            | 37       | 5              |
| Russia      | Anastasija Pavljučenkova | 39       | 6              |
| Francia     | Kristina Mladenovic      | 44       | 7              |
| Svezia      | Johanna Larsson          | 54       | 8              |

* Le teste di serie sono basate sul ranking al 25 maggio 2015.

### Altri partecipanti
I seguenti giocatori hanno ricevuto una wild card per il tabellone principale:
- Eugenie Bouchard
- Michaëlla Krajicek
- Océane Dodin

Le seguenti giocatrici sono passate dalle qualificazioni:

- Andrea Hlaváčková
- Jessica Pegula
- Urszula Radwańska
- Maria Sanchez

## Campioni

### Singolare maschile
Nicolas Mahut ha sconfitto in finale  David Goffin per 7–6(1), 6–1.
- È il terzo titolo in carriera per Mahut, il primo del 2015.

### Singolare femminile
Camila Giorgi ha sconfitto in finale  Belinda Bencic per 7–5, 6–3.
- È il primo titolo in carriera per la Giorgi.[1]

### Doppio maschile
Ivo Karlović /  Łukasz Kubot hanno sconfitto in finale  Pierre-Hugues Herbert /  Nicolas Mahut per 6–2, 7–6(9).

### Doppio femminile
Asia Muhammad /  Laura Siegemund hanno sconfitto in finale  Jelena Janković /  Anastasija Pavljučenkova per 6–3, 7–5.